# Radomyśl Wielki
Radomyśl Wielki este un oraș în Polonia.